# Intel 80186

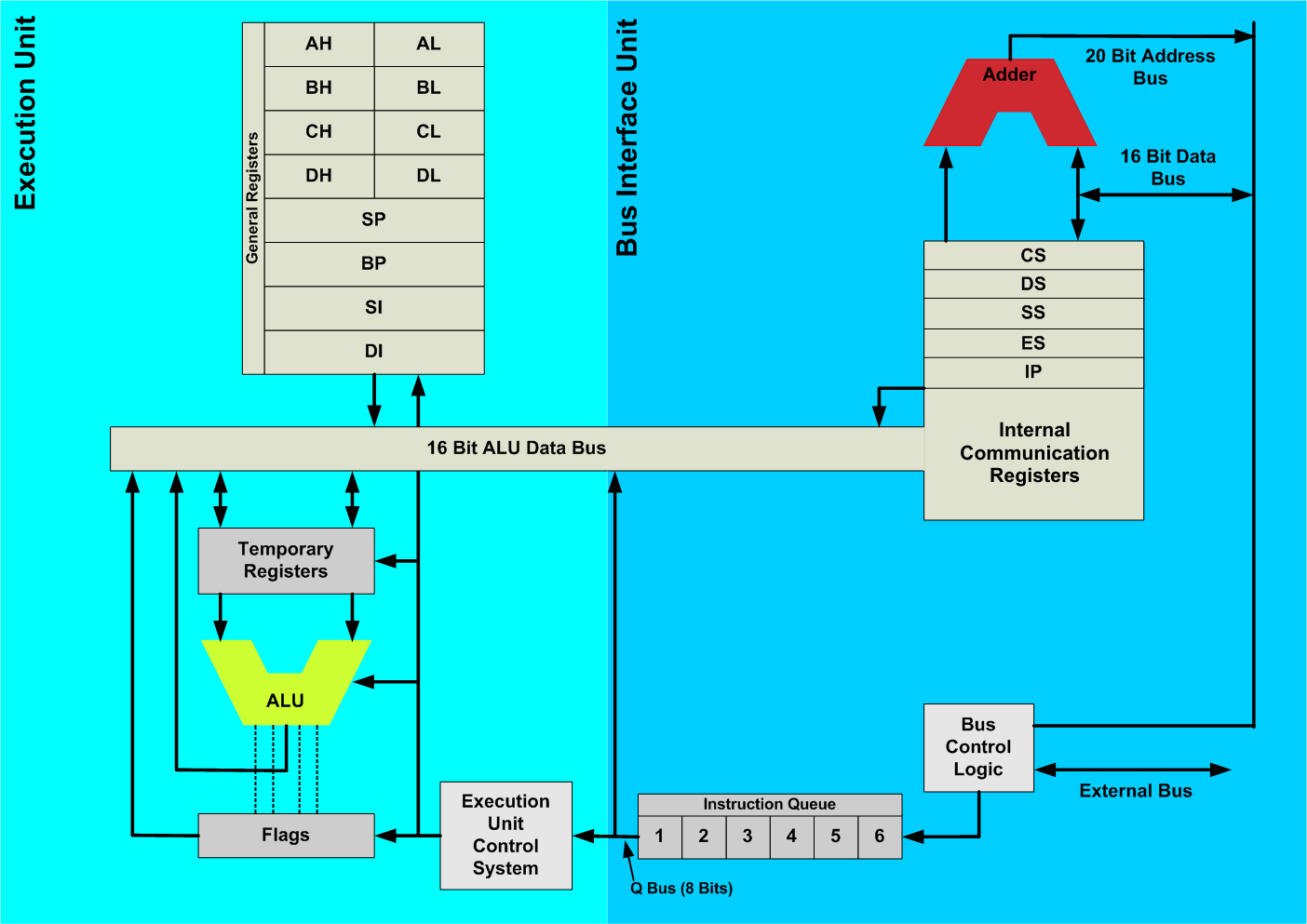
Architektura procesora

Intel 80186 to procesor opracowany w firmie Intel w 1982. Bazował na wcześniejszych procesorach Intel 8086 i Intel 8088. Podobnie jak 8086 miał 16-bitową zewnętrzną szynę danych, ale produkowano go także w wersji z 8-bitową zewnętrzną szyną danych jako Intel 80188. Procesory tego typu początkowo były dostępne w wersji taktowanej z częstotliwością 6 MHz, ale z powodu znacznie lepszej architektury wewnętrznej w porównaniu z 8086 o tej samej częstotliwości niektóre instrukcje były wykonywane 10-20 razy szybciej.
Procesor wykorzystywany był głównie w systemach wbudowanych jako mikrokontroler. Stanowił także CPU kilku komputerów początku lat 80., między innymi takich maszyn jak Mindset, Siemens PD-D, Compis, Research Machines Nimbus, Unisys ICON, HP 200LX oraz Tandy 2000.